# Amagertorv
Amagertorv er et torv i Indre By i København. Det strækker sig fra Højbro Plads til Vimmelskaftet og udgør en del af Strøget. Det har været gågade siden 1962. Udover at være en af Københavns centrale indkøbsgader har Amagertorv gennem de sidste år udviklet sig til at være samlingssted for en række store advokatfirmaer.

## Historie
Navnet Amagertorv kommer af det forhold, at det tidligere var her, bønderne fra Amager solgte forskellige varer til københavnerne. Navnet kendes siden 1400-tallet, hvor der muligvis handledes med fisk. Senere blev det grøntsager.
Siden 1894 findes Storkespringvandet på Amagertorvet.
Den 16. januar 1902 blev underjordiske toiletter på Amagertorvet indviet, som var Københavns første.
Amagertorv blev 17. november 1962, som forsøg, omlagt til gågade sammen med resten af Strøget – Danmarks og en af verdens første. Forsøget blev gjort permanent i 1964.

## Amagertorv i dag
På Amagertorv ligger en række kendte forretninger og cafeer, heriblandt:
- Mads Nørgaard - Copenhagen
- Stormagasinet Illum
- Cafe Europa
- Georg Jensen
- Illums Bolighus